# Герб Кременця
Герб Кре́менця — офіційний геральдичний символ міста Кременця Тернопільської області.
Затверджений 28 квітня 1995 року рішенням сесії Кременецької міської ради.
У синьому полі щита на вершині зеленої трапецієподібної гори, яка виростає знизу, срібна руїна замку у вигляді вежі зі стрільчастою аркою брами, квадратним вікном у горі і фрагментами стін зліва і справа. У верхній правій частині щита на червоному тлі срібний хрест із розширеними кінцями.
За деякими відомостями міський герб Кременця із замком та латинською монограмою Ісуса Христа існував вже у XVII столітті, хоча автентичних зображень давнійших за XIX століття невідомо. Елементи герба змінювалися протягом історії, але його незмінною складовою залишалося зображення замку на горі.
У 1840 році волинський губернський землемір Левицький розробив проєкт герба із фортецею на горі та латинським вензелем Христа (символ чернечого ордену єзуїтів, що у XVIII столітті заснували в місті свій колегіум), проте його не було офіційно затверджено.
Геральдист Бернгард Кьоне, що займався впорядкуванням геральдики Російської імперії, запропонував свій проєкт на основі старої версії, але вилучивши вензель: в срібному щиті на зеленій горі — червона фортеця. У вільній частині — герб Волинської губернії. Проєкт Кьоне було офіційно прийнято 31 січня 1874 року.
В радянський період на міській сувенірній продукції використовувались різні варіації герба із замком чи його руїнами на горі.
Розробники сучасної версії герба художник-реставратор Кременецького краєзнавчого музею Олександр Пташкін та український історик Володимир Собчук.

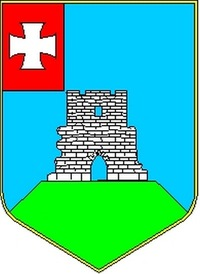
Сучасний герб міста Кременець (1995 р.)
Версія Кьоне (1874 р.)
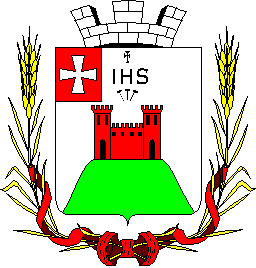
Варіант 1874 року з вензелем